# Gran Premio de las Naciones de Motociclismo de 1987
El Gran Premio de las Naciones de Motociclismo de 1987 fue la cuarta prueba de la temporada 1987 del Campeonato Mundial de Motociclismo. El Gran Premio se disputó el 24 de mayo de 1987 en el Circuito de Monza.

## Resultados 500cc
En la categoría reina, segunda victoria de la temporada para el piloto australiano Wayne Gardner por delante del estadounidense Eddie Lawson y del francés Christian Sarron. En la clasificación mundial, Gardner aventaja a Mamola por 14 puntos.
| Pos.     | Piloto              | Equipo     | Tiempo     | Pts. |
| -------- | ------------------- | ---------- | ---------- | ---- |
| 1        | Wayne Gardner       | Honda      | 44:04.810  | 15   |
| 2        | Eddie Lawson        | Yamaha     | +15.660    | 12   |
| 3        | Christian Sarron    | Yamaha     | +32.460    | 10   |
| 4        | Robert McElnea      | Yamaha     | +32.490    | 8    |
| 5        | Ron Haslam          | Elf-Honda  | +32.550    | 6    |
| 6        | Tadahiko Taira      | Yamaha     | +40.480    | 5    |
| 7        | Pierfrancesco Chili | Honda      | +1:01.890  | 4    |
| 8        | Kevin Schwantz      | Suzuki     | +1:02.190  | 3    |
| 9        | Raymond Roche       | Cagiva     | +1:06.000  | 2    |
| 10       | Niall Mackenzie     | Honda      | +1:06.260  | 1    |
| 11       | Roger Burnett       | Honda      | +1:33.060  |      |
| 12       | Manfred Fischer     | Honda      | +1 Vuelta  |      |
| 13       | Richard Scott       | Honda      | +1 Vuelta  |      |
| 14       | Bruno Kneubühler    | Honda      | +1 Vuelta  |      |
| 15       | Massimo Broccoli    | Honda      | +1 Vuelta  |      |
| 16       | Marco Papa          | Honda      | +1 Vuelta  |      |
| 17       | Fabio Barchitta     | Honda      | +1 Vuelta  |      |
| 18       | Alessandro Valesi   | Honda      | +1 Vuelta  |      |
| 19       | Vittorio Gibertini  | Suzuki     | +1 Vuelta  |      |
| 20       | Fabio Biliotti      | Honda      | +2 Vueltas |      |
| 21       | Vittorio Scatola    | Paton      | +2 Vueltas |      |
| 22       | Esko Kuparinen      | Honda      | +2 Vueltas |      |
| Ret      | Randy Mamola        | Yamaha     | Ret        |      |
| Ret      | Didier de Radiguès  | Cagiva     | Ret        |      |
| Ret      | Gustav Reiner       | Honda      | Ret        |      |
| Ret      | Gerold Fischer      | Honda      | Ret        |      |
| Ret      | Marco Marchesani    | Suzuki     | Ret        |      |
| Ret      | Shunji Yatsushiro   | Honda      | Ret        |      |
| Ret      | Marco Gentile       | Fior-Honda | Ret        |      |
| Ret      | Wolfgang von Muralt | Suzuki     | Ret        |      |
| Ret      | Daniel Amatriaín    | Honda      | Ret        |      |
| Ret      | Thierry Rapicault   | Honda      | Ret        |      |
| Ret      | Andreas Leuthe      | Honda      | Ret        |      |
| Ret      | Kenny Irons         | Suzuki     | Ret        |      |
| DNS      | Kenny Roberts       | Yamaha     | DNS        |      |
| DNS      | Simon Buckmaster    | Honda      | DNS        |      |
| DNS      | Maarten Duyzers     | Honda      | DNS        |      |
| DNQ      | Leandro Becheroni   | Suzuki     | DNQ        |      |
| DNQ      | Josef Doppler       | Honda      | DNQ        |      |
| DNQ      | Steve Manley        | Suzuki     | DNQ        |      |
| DNQ      | Alan Jeffery        | Suzuki     | DNQ        |      |
| DNQ      | Christoph Bürki     | Honda      | DNQ        |      |
| DNQ      | Tony Carey          | Suzuki     | DNQ        |      |
| DNQ      | Larry Vacondio      | Suzuki     | DNQ        |      |
| Sources: |                     |            |            |      |

## Resultados 250cc
En el cuarto de litro, Anton Mang ganó en un sprint apretadísimo sobre el también alemán Reinhold Roth. Dominique Sarron y Jacques Cornu a continuación luchando por el podio y Sitó Pons y Carlos Lavado por el cuarto puesto.
| Pos. | Piloto                 | Moto       | Tiempo    | Pts. |
| ---- | ---------------------- | ---------- | --------- | ---- |
| 1    | Anton Mang             | Honda      | 35:10.630 | 15   |
| 2    | Reinhold Roth          | Honda      | +0.200    | 12   |
| 3    | Dominique Sarron       | Honda      | +0.560    | 10   |
| 4    | Jacques Cornu          | Honda      | +0.780    | 8    |
| 5    | Sito Pons              | Honda      | +5.520    | 6    |
| 6    | Carlos Lavado          | Yamaha     | +5.700    | 5    |
| 7    | Carlos Cardús          | Honda      | +15.600   | 4    |
| 8    | Patrick Igoa           | Yamaha     | +22.450   | 3    |
| 9    | Maurizio Vitali        | Garelli    | +30.480   | 2    |
| 10   | Guy Bertin             | Honda      | +30.800   | 1    |
| 11   | Luca Cadalora          | Yamaha     | +45.380   |      |
| 12   | Stefano Caracchi       | Honda      | +45.740   |      |
| 13   | Hans Lindner           | Honda      | +46.080   |      |
| 14   | Donnie McLeod          | EMC/Rotax  | +46.180   |      |
| 15   | Stéphane Mertens       | Honda      | +50.050   |      |
| 16   | Andreas Preining       | Rotax      | +50.280   |      |
| 17   | Jean-Philippe Ruggia   | Yamaha     | +50.760   |      |
| 18   | Manfred Herweh         | Honda      | +1:08.120 |      |
| 19   | Massimo Matteoni       | Honda      | +1:08.230 |      |
| 20   | Harald Eckl            | Honda      | +1:09.380 |      |
| 21   | Jochen Schmid          | Yamaha     | +1:09.810 |      |
| 22   | René Delaby            | Yamaha     | +1:23.990 |      |
| 23   | Marcellino Lucchi      | Honda      | +1:24.160 |      |
| 24   | Urs Luzi               | Honda      | +1:49.500 |      |
| 25   | Josef Hutter           | Honda      | +1:50.290 |      |
| 26   | Graham Singer          | Rotax      | +1 Vuelta |      |
| Ret  | Bruno Bonhuil          | Honda      | Ret       |      |
| Ret  | Juan Garriga           | Yamaha     | Ret       |      |
| Ret  | Jean-Michel Mattioli   | Yamaha     | Ret       |      |
| Ret  | Loris Reggiani         | Aprilia    | Ret       |      |
| Ret  | Ivan Palazzese         | Yamaha     | Ret       |      |
| Ret  | Marcello Iannetta      | Yamaha     | Ret       |      |
| Ret  | Jean-Louis Guignabodet | Honda      | Ret       |      |
| Ret  | Fabrizio Pirovano      | Yamaha     | Ret       |      |
| Ret  | Nedy Crotta            | Armstrong  | Ret       |      |
| DNS  | Jean-François Baldé    | Defi-Rotax | DNS       |      |
| DNS  | Massimo Messere        | Yamaha     | DNS       |      |
| DNQ  | Garry Cowan            | Honda      | DNQ       |      |
| DNQ  | Jean Foray             | Yamaha     | DNQ       |      |
| DNQ  | Andrea Borgonovo       | Honda      | DNQ       |      |
| DNQ  | Alberto Rota           | Honda      | DNQ       |      |
| DNQ  | Hervé Duffard          | Honda      | DNQ       |      |
| DNQ  | Alain Bronec           | Honda      | DNQ       |      |
| DNQ  | Andrea Brasini         | Honda      | DNQ       |      |
| DNQ  | Fabrizio Furlan        | Yamaha     | DNQ       |      |
| DNQ  | Philippe Pagano        | Honda      | DNQ       |      |
| DNQ  | Kevin Mitchell         | Yamaha     | DNQ       |      |
| DNQ  | Fausto Ricci           | Honda      | DNQ       |      |
| DNQ  | Renzo Colleoni         | Honda      | DNQ       |      |
| DNQ  | Tony Rogers            | Yamaha     | DNQ       |      |
| DNQ  | Englebert Neumair      | Rotax      | DNQ       |      |
| DNQ  | Claudio Antonellini    | Honda      | DNQ       |      |
| DNQ  | Paolo Aita             | Honda      | DNQ       |      |
| DNQ  | Manuel González        | Yamaha     | DNQ       |      |
| DNQ  | Janez Pintar           | Honda      | DNQ       |      |
| DNQ  | Gilberto Gambelli      | Honda      | DNQ       |      |
| DNQ  | Robin Appleyard        | Honda      | DNQ       |      |
| DNQ  | Massimo Sirianni       | Yamaha     | DNQ       |      |

## Resultados 125cc
El italiano Fausto Gresini continua dominando en 125, con tres victorias en tres Grandes Premios. Una victoria muy trabajada ya que se impuso en la misma línea de meta al también italiano y compañero de escudería en Garelli, Bruno Casanova.
| Pos. | Piloto                       | Moto          | Tiempo     | Pts. |
| ---- | ---------------------------- | ------------- | ---------- | ---- |
| 1    | Fausto Gresini               | Garelli       | 37:23.630  | 15   |
| 2    | Bruno Casanova               | Garelli       | +0.160     | 12   |
| 3    | August Auinger               | MBA           | +0.490     | 10   |
| 4    | Domenico Brigaglia           | Moto AGV      | +27.210    | 8    |
| 5    | Pier Paolo Bianchi           | MBA           | +33.130    | 6    |
| 6    | Andrés Sánchez               | Ducados       | +33.870    | 5    |
| 7    | Jussi Hautaniemi             | MBA           | +40.270    | 4    |
| 8    | Lucio Pietroniro             | MBA           | +46.680    | 3    |
| 9    | Corrado Catalano             | MBA           | +1:12.410  | 2    |
| 10   | Olivier Liégeois             | Assmex        | +1:18.750  | 1    |
| 11   | Mike Leitner                 | MBA           | +1:19.140  |      |
| 12   | Johnny Wickström             | MBA (Tunturi) | +1:20.740  |      |
| 13   | Gastone Grassetti            | MBA           | +1:22.360  |      |
| 14   | Adi Stadler                  | MBA           | +1:22.490  |      |
| 15   | Jean-Claude Selini           | MBA           | +1:31.040  |      |
| 16   | Willy Pérez                  | MBA (Zanella) |            |      |
| 17   | Jacques Hutteau              | MBA           | +1:36.380  |      |
| 18   | Claudio Macciotta            | MBA           | +1:36.460  |      |
| 19   | Håkan Olsson                 | MBA           | +1 Vuelta  |      |
| 20   | Fernando González de Nicolás | JJ Cobas      | +1 Vuelta  |      |
| 21   | Esa Kytölä                   | MBA           | +1 Vuelta  |      |
| 22   | Iván Troisi                  | MBA           | +1 Vuelta  |      |
| 23   | Christian Le Badezet         | MBA           | +1 Vuelta  |      |
| 24   | Marco Cipraini               | MBA           | +1 Vuelta  |      |
| 25   | Thomas Møller-Pedersen       | MBA           | +1 Vuelta  |      |
| 26   | Hubert Abold                 | Honda         | +1 Vueltas |      |
| 27   | Stefano Bianchi              | MBA           | +1 Vueltas |      |
| 28   | Peter Baláž                  | MBA           | +1 Vueltas |      |
| 29   | Norbert Peschke              | MBA           | +5 Vueltas |      |
| Ret  | Thierry Feuz                 | LCR-MBA       | Ret        |      |
| Ret  | Luciano Garagnani            | MBA           | Ret        |      |
| Ret  | Flemming Kistrup             | MBA           | Ret        |      |
| Ret  | Robin Milton                 | MBA           | Ret        |      |
| Ret  | Karl Dauer                   | MBA           | Ret        |      |
| Ret  | Emilio Cuppini               | Honda         | Ret        |      |
| DNS  | Peter Sommer                 | MBA           | DNS        |      |
| DNQ  | Paul Bordes                  | MBA           | DNQ        |      |
| DNQ  | Ezio Gianola                 | Honda         | DNQ        |      |
| DNQ  | Robin Appleyard              | MBA           | DNQ        |      |
| DNQ  | Ian McConnachie              | MBA           | DNQ        |      |
| DNQ  | Manuel Hernández             | Benetti       | DNQ        |      |
| DNQ  | Bady Hassaine                | MBA           | DNQ        |      |
| DNQ  | Allan Scott                  | EMC           | DNQ        |      |

## Resultados 80cc
Jorge Martínez Aspar y Manuel Herreros dieron a Derbi el segundo doblete de la temporada encarrliando el Mundial para Aspar en el título individual y el de Derbi en el de escuderías.
| Pos. | Piloto               | Moto     | Tiempo    | Pts. |
| ---- | -------------------- | -------- | --------- | ---- |
| 1    | Jorge Martínez Aspar | Derbi    | 28:47.310 | 15   |
| 2    | Manuel Herreros      | Derbi    | +11.200   | 12   |
| 3    | Stefan Dörflinger    | Krauser  | +11.330   | 10   |
| 4    | Hubert Abold         | Krauser  | +28.230   | 8    |
| 5    | Jörg Seel            | Seel     | +30.240   | 6    |
| 6    | Juhász Károly        | Krauser  | +31.880   | 5    |
| 7    | Paolo Priori         | Krauser  | +48.310   | 4    |
| 8    | Günter Schirnhofer   | Krauser  | +1:01.140 | 3    |
| 9    | Luis Miguel Reyes    | Autisa   | +1:06.040 | 2    |
| 10   | Gerhard Waibel       | Krauser  | +1:23.420 | 1    |
| 11   | Giuseppe Ascareggi   | BBFT     | +1:24.900 |      |
| 12   | Wilco Zeelenberg     | Casal    | +1:25.510 |      |
| 13   | Felix Rodríguez      | JJ Cobas | +1:40.530 |      |
| 14   | Raimo Lipponen       | Krauser  | +1:40.640 |      |
| 15   | Richard Bay          | Casal    | +1:50.960 |      |
| 16   | Rainer Kunz          | Kroko    | +1:56.230 |      |
| 17   | Mario Stocco         | Faccioli | +2:00.160 |      |
| 18   | Serge Julin          | Casal    | +2:00.250 |      |
| 19   | Mario Scalinci       | HuVo     | +2:12.300 |      |
| 20   | Reiner Koster        | Kroko    | +2:18.260 |      |
| 21   | Jos van Dongen       | Krauser  | +1 Vuelta |      |
| 22   | René Dünki           | Krauser  | +1 Vuelta |      |
| 23   | Chris Baert          | Seel     | +1 Vuelta |      |
| 24   | Claudio Granata      | Autisa   | +1 Vuelta |      |
| Ret  | Ian McConnachie      | Krauser  | Ret       |      |
| Ret  | Alex Barros          | Arbizu   | Ret       |      |
| Ret  | Stuart Edwards       | Casal    | Ret       |      |
| Ret  | Josef Fischer        | Krauser  | Ret       |      |
| Ret  | Vincenzo Saffiotti   | UFO      | Ret       |      |
| Ret  | Herri Torrontegui    | JJ Cobas | Ret       |      |
| Ret  | Thomas Engl          | Esch     | Ret       |      |
| DNS  | Juan Ramón Bolart    | Krauser  | DNS       |      |
| DNS  | Paul Bordes          | RB       | DNS       |      |
| DNQ  | Nicola Casadei       | Unimoto  | DNQ       |      |
| DNQ  | Salvatore Milano     | Krauser  | DNQ       |      |
| DNQ  | Francesco Fantini    | RB       | DNQ       |      |